# Kostgeld
Kostgeld is een vergoeding die thuiswonende kinderen aan hun ouders betalen. De vergoeding kan worden gebaseerd op de huurprijs/hypotheek, voeding, telefoonkosten en verbruik van gas, water en elektriciteit en andere dagelijkse kosten.
Het vragen van kostgeld heeft een tweeledig doel:
- Het geeft ouders een grotere financiële armslag.
- Het bereidt een jongere voor op de kosten van levensonderhoud zodra ze op zichzelf gaan wonen.